# Linia pierwiastkowa
Linia pierwiastkowa – linia, która po wykreśleniu na płaszczyźnie obrazuje miejsca położenia (na płaszczyźnie zmiennej zespolonej s) pierwiastków równania charakterystycznego układu zamkniętego. Wykres taki otrzymuje się przyjmując za zmienną jeden z parametrów układu otwartego. Zwykle jest to wzmocnienie układu (współczynnik wzmocnienia). Metodę wykorzystującą takie wykresy do badania zachowania się pierwiastków układu (tzw. metoda linii pierwiastkowych, ang. root locus analysis) wprowadził do teorii sterowania Walter Richard Evans.
Jeśli układ regulacji przedstawi się następującym schematem:
to transmitancję układu zamkniętego można wyrazić zależnością:
{\displaystyle T(s)={\frac {Y(s)}{X(s)}}={\frac {KC(s)P(s)}{1+KC(s)P(s)}}}
Bieguny układu zamkniętego są wówczas pierwiastkami równania charakterystycznego określonego wzorem
{\displaystyle 1+KC(s)P(s)=0.}
Zasadnicza własność takiego równania to fakt, że pierwiastki można znaleźć wszędzie tam gdzie:
{\displaystyle KC(s)P(s)=-1.}
Mamy więc:
{\displaystyle C(s)P(s)=-{\frac {1}{K}}}
a pierwiastki mogą być położone w miejscach określonych dwoma warunkami: warunkiem argumentu (dzięki któremu określić można kształt linii pierwiastkowej) i warunkiem fazy (przydatnego przy przeskalowywaniu, czyli szukaniu miejsc pierwiastka na linii dla różnych wartości {\displaystyle K}):
{\displaystyle \operatorname {arg} C(s)P(s)=n\pi } ({\displaystyle n} to liczby nieparzyste przy {\displaystyle K>0})
{\displaystyle |C(s)P(s)|=-{\frac {1}{|K|}}}
Posługując się samą definicją trudno jest określić kształt linii pierwiastkowych dlatego w praktyce stosuje się odpowiednie reguły.

## Rys historyczny
Walter Richard Evans, pracując dla North American Aviation, w 1948 roku przedstawił swoją metodę opartą na analizie pierwiastków układu, która pozwalała dla pętli sprzężenia zwrotnego na bezpośrednie określenie położenia biegunów na płaszczyźnie s. Od końca lat 40. do początków lat 50. XX wieku, w pełni rozwinięto metody związane z położeniem pierwiastków na płaszczyźnie. W następstwie, w latach 50., większość prac projektowych związanych ze sterowaniem, wykonywano kierując uwagę na płaszczyznę s, starając się dla pętli sprzężenia zwrotnego osiągnąć pożądane charakterystyki skokowe (odpowiedni czas narastania, procent przeregulowania itd.).
Metody częstotliwościowe i związane z położeniem pierwiastków stanowią rdzeń klasycznej teorii sterowania. W latach 70. XX wieku wykonano wiele prac mających na celu rozszerzenie klasycznych metod dziedziny częstotliwości i metod analizy położenia pierwiastków na układy wielowymiarowe.